# 片岡仁左衛門 (8代目)

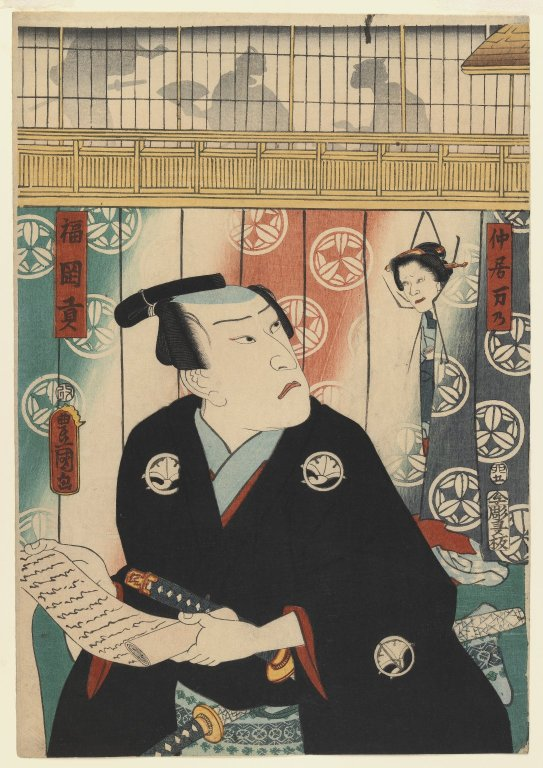
「伊勢音頭恋寝刃」福岡貢　三代目歌川国貞画

八代目 片岡 仁左衛門（かたおか にざえもん、文化7年〈1810年〉 - 文久3年2月16日〈1863年4月3日〉）とは、江戸時代の歌舞伎役者。屋号は松嶋屋、俳名は李童・我童・芦燕。

## 来歴
はじめ七代目市川團十郎の養子となって六代目市川新之助を襲名し、子供芝居の舞台に立つが、のちに團十郎とは不和により離れ、三枡岩五郎と改名。その後二代目嵐璃寛の門下となり嵐橘次郎と名乗り、京や大坂の宮地芝居で活躍中、上方劇壇の実力者七代目片岡仁左衛門に認められ、天保4年（1833年）に仁左衛門の養子となり、片岡我當と改名、京坂の舞台で若手の立役として活躍する。
天保9年（1838年）、二代目片岡我童を襲名。安政元年（1854年）江戸に下り、上方仕込の和事の芸で大人気となる。この年大坂で自殺した八代目市川團十郎に容姿が似ていたことから、荒事で鳴らした市川宗家の團十郎に対して「八代目の綿入り」とあだ名された。安政4年（1857年）、江戸で八代目片岡仁左衛門を襲名、座頭となる。文久2年（1862年）秋に大坂に帰り、同地にて没した。墓所は大阪の薬王寺と東京の池上本門寺。
立役から敵役老役、女形と幅広い役を演じ、時代物、世話物、所作事も得意であった。当り役は『廓文章』（吉田屋）の藤屋伊左衛門、『伊勢音頭恋寝刃』（伊勢音頭）の福岡貢、『仮名手本忠臣蔵』の大星由良助・高師直・加古川本蔵、『けいせい青陽鶏』（馬切り）の三七郎信孝など。妻は初代中村歌六の三女。子に十代目仁左衛門と十一代目仁左衛門、門人に養子の二代目片岡我當（死後九代目片岡仁左衛門を追贈）と三代目片岡市蔵がいる。